# Nuclearia
Nuclearia es un género de ameboides perteneciente a la familia Nucleariidae.

## Especies
Este género contiene las siguientes especies:
- Nuclearia delicatula[4]
- Nuclearia moebiusi
- Nuclearia pattersoni Dyková, Veverková, Fiala, Macháčková & Pecková, 2003[5]
- Nuclearia simplex
- Nuclearia thermophila[6]